# Max Wertheimer
Max Wertheimer (Praga, 15 de abril de 1880 — New Rochelle, 12 de outubro de 1943) foi um psicólogo checo, um dos fundadores da Teoria da Gestalt, juntamente com Kurt Koffka e Wolfgang Köhler. 
Nascido numa família judaica germanófona, durante sua juventude pensava em seguir carreira como músico; estudou violino, composição de música de câmara e sinfônica. 
Em 1900, começou estudar na Universidade de Praga. Um ano após, mudou de curso, passando a estudar psicologia na Universidade de Berlin, sob a tutela de Carl Stumpf.
Em 1904, recebeu seu doutorado na Universidade de Würzburg. Esta tese trata de um detector de mentiras empregando o método de associação de palavras.
Em 1910 interessou-se pela percepção do movimento. Com a ajuda de uma estroboscópio descobre que, iluminando duas linhas por um breve período de tempo, tem-se a sensação de ver só uma. A este fenômeno chamou de fenômeno phi.
Em 1933 imigrou para os Estados Unidos para fugir da perseguição Nazi. Trabalhou como professor em Nova York, onde passou os últimos anos de vida. Sua obra só foi descoberta postumamente, em 1945.
Wertheimer foi um crítico do sistema educacional de sua época, baseado na lógica tradicional e na associação de ideias.
Para ele, a verdade consiste em determinar a estrutura total de experiência e não em captá-la por sensações e percepções singulares associadas.